# Final de la FA Cup de 1923

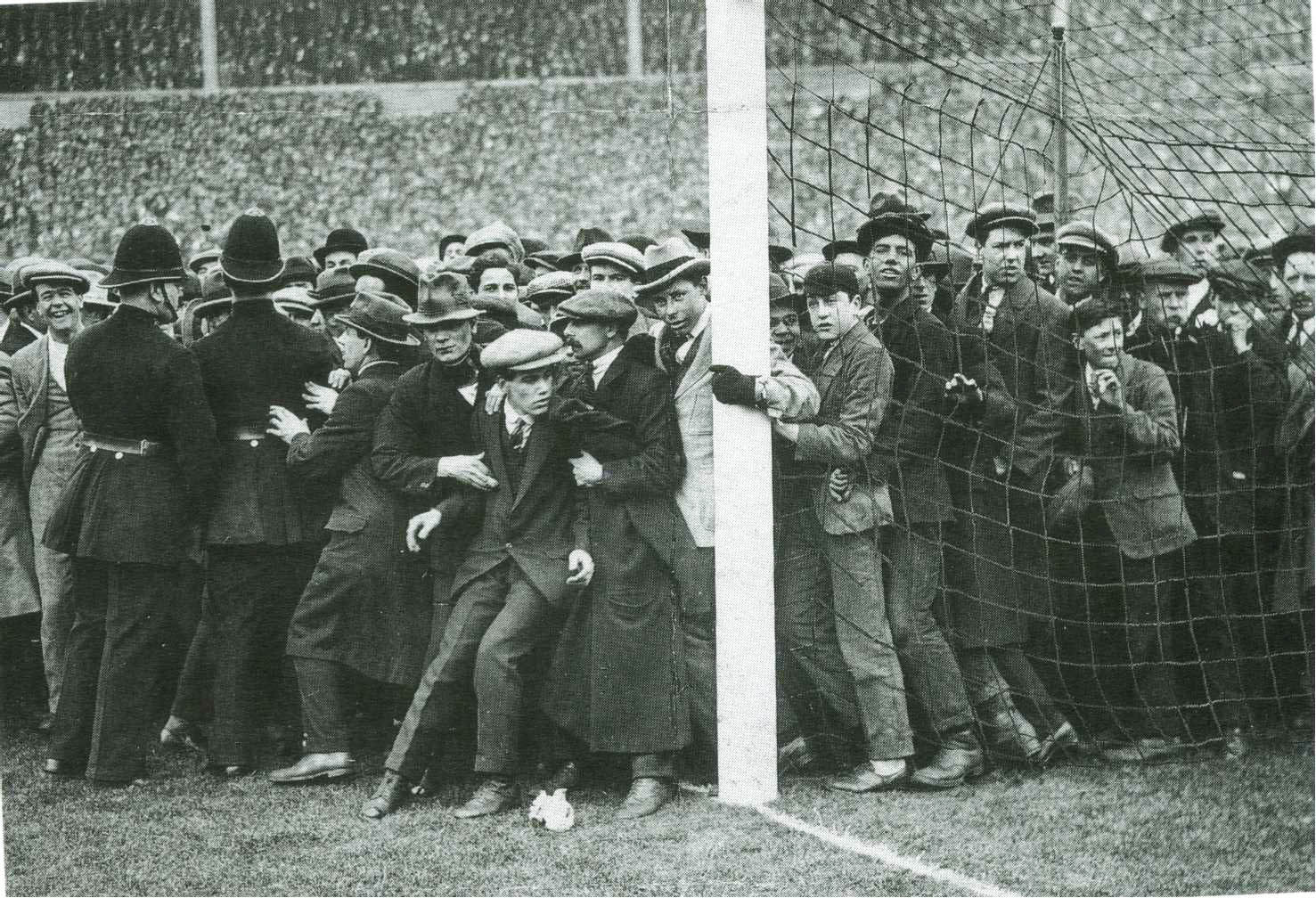
La gran cantidad de gente que llegó al Estadio de Wembley para presenciar el encuentro tuvo que encontrar espacio incluso en el campo de juego.

La final de la FA Cup de 1923, también conocida como la «final del caballo blanco» (en inglés White Horse Final), fue un partido de fútbol disputado el 28 de abril de 1923 en el original Estadio de Wembley en Londres, Inglaterra, entre los ganadores de las semifinales de la Football Association Challenge Cup, conocida como la FA Cup: el Bolton Wanderers y el West Ham United, que se enfrentaron en un único partido de 90 minutos, para dirimir al campeón del torneo. Este partido fue además el primer partido de fútbol disputado en el Estadio de Wembley. Cabe destacar que el rey Jorge V se encontraba entre los asistentes para entregar el trofeo de la FA Cup al equipo ganador.
Antes del comienzo del encuentro una gran multitud se abalanzó al interior del estadio, excediendo ampliamente su capacidad oficial de aproximadamente 125 000 espectadores. Una multitud estimada en casi 300 000 personas consiguieron su entrada, lo que provocó que se abarrotaran las gradas del estadio, llevando a que los espectadores que no encontraron sitio lo encontraran en el terreno de juego. La policía montada, incluyendo a un efectivo montado en un caballo blanco que se convirtió en la postal del encuentro, se vio obligada a actuar para despejar el terreno de juego, posibilitando así el comienzo del encuentro.
El partido comenzó 45 minutos tarde, cuando la multitud fue despejada del perímetro de la cancha de fútbol. A pesar de que West Ham United comenzó presionando, Bolton dominó la mayoría de las acciones del partido y terminó ganando por 2:0, lo que le permitió coronarse campeón de la FA Cup por primera vez en su historia. David Jack marcó el primer gol a los dos minutos de comenzado el partido y Jack Smith marcó el controversial segundo gol durante la segunda mitad. Los eventos que antecedieron el comienzo del encuentro generaron debate en la Cámara de los Comunes y llevaron a la introducción de medidas de seguridad para las futuras finales de la FA Cup.

## Campañas
Bolton Wanderers y West Ham United se encontraban jugando en la First Division ("Primera División" del fútbol inglés antes de la creación de la Premier League en 1992) y en la Second Division, respectivamente, y ambos equipos entraron a la competición en la primera ronda, bajo el sistema de competencia que existía en ese entonces. Bolton había llegado a una sola final de la FA Cup anteriormente, la cual perdió frente al Notts County por 4:1 en el año 1894, pero West Ham United, quien recién se unió a la Football League en 1919, nunca había podido lograr sobrepasar la etapa de cuartos de final.
| Ronda     | Oponente          | Lugar   | Marcador |
| --------- | ----------------- | ------- | -------- |
| Primera   | Norwich City      | Visita  | 2:0      |
| Segunda   | Leeds United      | Local   | 3:1      |
| Tercera   | Huddersfield Town | Visita  | 1:1      |
| Tercera   | Huddersfield Town | Local   | 1:0      |
| Cuarta    | Charlton Athletic | Visita  | 1:0      |
| Semifinal | Sheffield United  | Neutral | 1:0      |

En la primera ronda, Bolton derrotó al Norwich City de la Third Division South ("Tercera División Sur"), lo que fue la primera victoria en condición de visitante después de ganarle al Manchester City en segunda ronda de la temporada 1904-05. Luego de ganarle como local al Leeds United en la segunda ronda, Bolton se enfrentó a uno de los mejores equipos de la First Division en la tercera ronda, el Huddersfield Town. El partido jugado en el campo de Huddersfield, el Leeds Road, terminó en igualdad, por lo que se jugó un encuentro de desempate, el cual Bolton terminó ganando por 1:0. En la cuarta ronda Bolton eliminó al Charlton Athletic al imponerse por 1:0, y en la semifinal dio cuenta del Sheffield United por el mismo marcador, partido que se jugó en el Old Trafford, estadio del Manchester United. Aunque el precio de las entradas fue considerado extremadamente alto para la época, una cantidad de 72.000 espectadores presenciaron el encuentro, lo que fue un nuevo récord de asistencia para las semifinales de la FA Cup. Como dato curioso, en cada partido de la tercera ronda en adelante, el único gol del Bolton fue anotado por David Jack.
| Ronda     | Oponente               | Lugar   | Marcador |
| --------- | ---------------------- | ------- | -------- |
| Primera   | Hull City              | Visita  | 3:2      |
| Segunda   | Brighton & Hove Albion | Visita  | 1:1      |
| Segunda   | Brighton & Hove Albion | Local   | 1:0      |
| Tercera   | Plymouth Argyle        | Local   | 2:0      |
| Cuarta    | Southampton            | Visita  | 1:1      |
| Cuarta    | Southampton            | Local   | 1:1      |
| Cuarta    | Southampton            | Neutral | 1:0      |
| Semifinal | Derby County           | Neutral | 5:2      |

A diferencia del estilo defensivo del Bolton Wanderers, el West Ham United se caracterizó por un juego rápido y ofensivo durante el desarrollo del campeonato, lo que le valió ganar muchos nuevos admiradores. El club basado en el este de Londres comenzó el campeonato derrotando al Hull City, equipo de la Second Division, por 3:2 en condición de visitante. En la segunda ronda el West Ham se midió con el Brighton & Hove Albion de la Third Division South. El primer partido, jugado en Brighton & Hove, terminó en empate 1:1, pero luego West Ham se impuso por 1:0 en Londres. Ya en la tercera ronda, los «Hammers» derrotaron a otro equipo de la Third Division South, el Plymouth Argyle, y en la cuarta ronda, dieron cuenta del Southampton. El primer partido, jugado en Boleyn Ground, campo del West Ham, terminó en empate 1:1, así como también el desempate en The Dell de Southampton, por lo que se debió jugar un segundo partido de desempate, jugado esta vez en Villa Park, Birmingham, estadio del Aston Villa, el cual West Ham ganó por 1:0 con un gol de Billy Brown. En las semifinales se enfrentó al Derby County en el Stamford Bridge, estadio del Chelsea, partido que el West Ham terminó ganando por 5:2 con el aporte de dos goles de Billy Brown y dos de Billy Moore. Todos los equipos que West Ham derrotó para llegar a Wembley participaban en la Second Division o en ligas de más baja categoría, lo que hizo del West Ham el primer equipo desde la creación de distintas ligas en la Football League en alcanzar la final de la FA Cup sin enfrentar a ningún equipo de la First Division.

## Preparativos

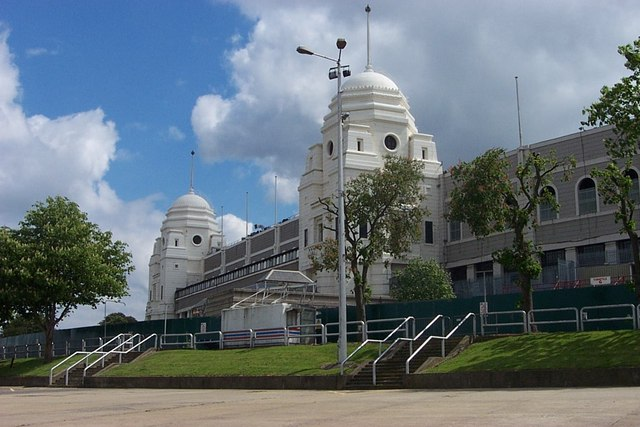
El Estadio de Wembley acogió la final, en lo que fue el primer evento albergado por el recinto.

La final de la FA Cup de 1923 fue el primer evento que se llevó a cabo en el Estadio de Wembley, estadio cuya inauguración estaba prevista para 1924, pero que fue completado antes de tiempo. Luego de que la cantidad de espectadores de las primeras tres finales de la FA Cup después de terminada la Primera Guerra Mundial —jugadas en Stamford Bridge— no fuera la mejor, la Football Association no esperaba que la multitud que llegaría a Wembley pudiera llenar la capacidad del nuevo estadio, por lo que comenzó una campaña publicitaria, alentando a la gente a ir al encuentro.
A pesar de las malas expectativas de que llegara gran cantidad de público, el nuevo estadio, que había sido promocionado como el mayor estadio de su época y que contaba con una capacidad de 125.000 personas, se mostró como un lugar que atrajo una gran cantidad de observadores casuales. Además, el hecho de que un club de la ciudad de Londres, el West Ham United, estuviese en la final significó que una gran cantidad de gente de todos los puntos de la ciudad fueran al estadio. Los diarios matutinos del día de la final titulaban que una cifra cercana a 5.000 hinchas venían viajando desde Bolton y que ellos esperaban unirse a "por lo menos 115.000 entusiastas de Londres y de otras ciudades del país". La fácil accesibilidad del estadio a través del transporte público y el buen tiempo de ese día fueron factores que contribuyeron a la gran cantidad de gente que llegó finalmente al encuentro.
Las puertas fueron abiertas a las 11:30 a. m. como se había anunciado, tres y media horas antes del horario fijado originalmente para que comenzara el partido y, hasta las 1:00 p. m., la gente entró ordenadamente al estadio. De ahí en adelante una gran cantidad de personas comenzó a aglomerarse en las entradas y, luego de una inspección por parte de las autoridades del estadio, se determinó cerrar las puertas a las 1:45 p. m.. Aunque la noticia de la cerrada de las puertas fue transmitida a varias estaciones de tren, miles de entusiastas continuaron llegando en masa a las puertas del estadio. Dentro del estadio los hinchas no fueron dirigidos a ningún sector específico y los sectores más bajos se llenaron más fácilmente de los sectores superiores. Mientras la multitud seguía creciendo, las estaciones de policías locales fueron movilizadas, pero cuando los efectivos policiales llegaron, la cantidad de gente era tan grande que no pudieron hacer nada para solucionarlo.
A las 2:15 p. m., la multitud en las afueras del estadio derribó las barreras logrando ingresar, por lo que los espectadores en los peldaños más bajos del estadio tuvieron que saltar el cercado para escapar del colapso, entrando así al campo de juego. La cantidad de espectadores se fijó oficialmente en 126.047, pero se estima que la cantidad real de asistentes fue de un rango de 150.000 a 300.000. La Football Association devolvió el 10% del total de la recaudación a las personas que habían comprado previamente sus boletos pero no pudieron hacer uso de los asientos que les correspondían. Los caminos alrededor del estadio fueron bloqueados y los jugadores del Bolton fueron forzados a abandonar su vehículo a una milla del estadio y pasar a través de la multitud. The Times afirmó que hubo un punto en el cual se veía imposible el comienzo del partido, pero que cuando llegó el rey Jorge V, el comportamiento de la gente cambió. Luego de entonar entusiastamente God Save the King, la multitud comenzó a ayudar a las autoridades a despejar la cancha.

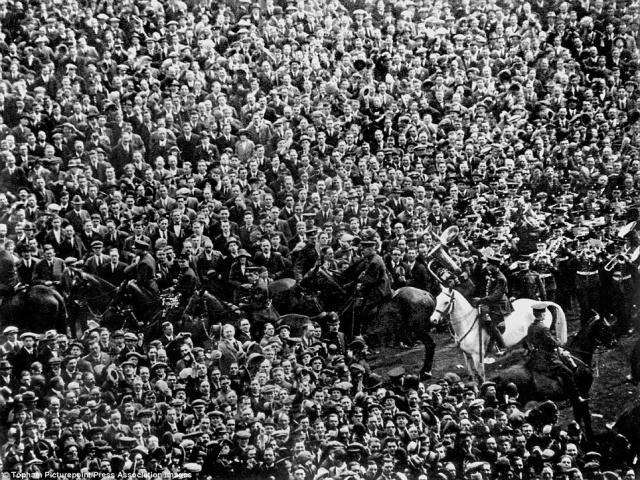
Billie, el caballo blanco que se convirtió en la postal del encuentro.

Como medida final, la policía montada fue movilizada para intentar sacar a la gente del campo de juego, incluyendo al P. C. George Scorey, quien se encontraba montado en un caballo blanco de nombre Billie (algunas fuentes lo deletrean como Billy). Scorey respondió una llamada de emergencia mientras que la muchedumbre seguía creciendo. El caballo Billie era de color gris, pero aparecía ser de color blanco en un primitivo noticiario en blanco y negro de la época. Contrario a lo que mucha gente piensa, otros caballos también acudieron, pero el caballo "blanco" se convirtió en la imagen simbólica del día. Algunos oficiales afirmaron que sin la acción de Scorey y su caballo el partido nunca habría comenzado.
Finalmente la policía, asistida por la rogativa de los propios jugadores a los espectadores para que se calmaran, pudo mantener a los asistentes justo detrás de la línea de salida, y el partido pudo así comenzar, aunque con 45 minutos de retraso.

## Desarrollo del partido

### Resumen

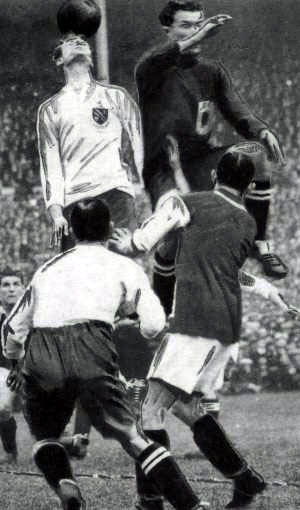
El guardameta Dick Pym y otros dos jugadores del Bolton Wanderers defienden su portería.

Ambos equipos entraron al campo de juego con la típica formación de la época: dos full-backs (defensas), tres half-backs (mediocampistas), que comprendían uno al centro y dos laterales, y cinco delanteros, abarcando a dos extremos, dos interiores y un centrodelantero. El sistema de juego del West Ham United estaba inicialmente basado en la gran movilidad de sus dos extremos, Dick Richards y Jimmy Ruffell, pero Bolton mantuvo desde un principio a estos dos jugadores controlados, presionándolos rápidamente cuando ellos controlaban el balón. Luego de dos minutos de juego, el mediocampista del West Ham United, Jack Tresadern, se vio envuelto por la multitud luego de un saque de banda, lo que lo imposibilitó de volver al campo de juego inmediatamente. Esto le dio la oportunidad al jugador del Bolton, David Jack, de marcar un gol. El disparo de Jack batió al portero del West Ham Ted Hufton, dándole la ventaja parcial al Bolton. El tiro además golpeó a un espectador quien estaba presionado por la multitud justo por detrás de la red, dejándolo inconsciente. Tres minutos después, Vic Watson recibió la pelota a escasos metros del arco del Bolton, pero su tiro sólo se fue apenas por encima del travesaño.
A los once minutos de comenzado el partido, la multitud nuevamente sobrepasó las líneas de demarcación de la cancha, llevando a la suspensión del encuentro mientras la policía montada despejaba el campo de juego. Un número de fanes requirieron primeros auxilios por parte de miembros de la Cruz Roja Británica mientras los futbolistas aguardaban la reanudación del encuentro. De ahí en adelante, la policía se mantuvo patrullando el perímetro del campo para dejarlo libre de personas que pudieran interferir en la acción de los árbitros asistentes.
Luego de la reanudación de la final, Dick Richards del West Ham eludió a los dos defensas del Bolton, permitiéndole disparar a la portería. El arquero del Bolton, Dick Pym, no logró controlar a cabalidad el disparo del jugador, pero alcanzó a despejar la pelota antes de que cruzara la línea. Bolton continuó dominando el partido, aunque no consiguiendo anotar nuevamente, debido en parte a la gran actuación del defensa del West Ham, Billy Henderson. Sin embargo, cuando el West Ham se prestaba a atacar, el Bolton cambiaba rápidamente de táctica de juego a una formación muy defensiva, dejando a cinco jugadores en la defensa. Esto anuló el estilo de juego ofensivo del West Ham, lo que permitió que el marcador continuase 1:0 a favor del Bolton hasta el término del primer tiempo. Debido a la gran cantidad de gente alrededor de la cancha, los jugadores no pudieron ir a los camarines, y se mantuvieron en el campo por cinco minutos antes de comenzado el segundo tiempo.
West Ham comenzó bien el segundo tiempo, pero desaprovechó la primera jugada de peligro de la segunda mitad cuando Vic Watson recibió el balón en buena posición para rematar al arco, pero falló en pegarle a la pelota. A los ocho minutos del segundo tiempo, Bolton marcó el segundo gol del encuentro en circunstancias controversiales. El extremo Ted Vizard tiró un centro que fue recibido por Jack Smith quien le pegó a la bola, batiendo al portero Hufton. Los jugadores del West Ham reclamaron que la pelota no había entrado en el arco, sino que había rebotado en un poste, ya que la pelota volvió al campo de juego; pero el árbitro del encuentro, D. H. Asson, objetó a los jugadores del West Ham, argumentando que desde su posición vio que la pelota entró al arco y luego rebotó en un espectador. Los jugadores del West Ham también protestaron que el Bolton recibió una injusta ayuda, ya que según ellos, un fanático del Bolton que se encontraba al costado de la cancha había puesto la pelota nuevamente en juego, luego de que a Vizard se le habría ido fuera del campo antes de efectuar el centro, en lo que terminó siendo la jugada del gol. Asson también denegó estos reclamos y confirmó el gol del Bolton.
Al marcar Bolton el segundo gol, muchas personas comenzaron a irse del estadio. De ahí en adelante, el juego se estancó y ningún equipo tuvo más posibilidades ciertas de marcar. El marcador se mantuvo en un 2:0 hasta el final del partido. El rey Jorge V entregó el trofeo de la FA Cup al capitán del Bolton, Joe Smith, para luego retirarse del estadio entre la ovación del público asistente.

### Ficha
| PO | Dick Pym          |  |
| DF | Bob Haworth       |  |
| DF | Alex Finney       |  |
| MC | Harry Nuttall     |  |
| MC | Jimmy Seddon      |  |
| MC | Billy Jennings    |  |
| DE | Billy Butler      |  |
| DE | David Jack        |  |
| DE | Jack Smith        |  |
| DE | Joe Smith         |  |
| DE | Ted Vizard        |  |
| DT | Charles Foweraker |  |

| PO | Ted Hufton      |  |
| DF | Billy Henderson |  |
| DF | Jack Young      |  |
| MC | Syd Bishop      |  |
| MC | George Kay      |  |
| MC | Jack Tresadern  |  |
| DE | Dick Richards   |  |
| DE | Billy Brown     |  |
| DE | Vic Watson      |  |
| DE | Billy Moore     |  |
| DE | Jimmy Ruffell   |  |
| DT | Syd King        |  |

|  | 2'  | David Jack |
|  | 53' | Jack Smith |

| Árbitro | D. H. Asson |

| PO | Dick Pym          |  |
| DF | Bob Haworth       |  |
| DF | Alex Finney       |  |
| MC | Harry Nuttall     |  |
| MC | Jimmy Seddon      |  |
| MC | Billy Jennings    |  |
| DE | Billy Butler      |  |
| DE | David Jack        |  |
| DE | Jack Smith        |  |
| DE | Joe Smith         |  |
| DE | Ted Vizard        |  |
| DT | Charles Foweraker |  |

| PO | Ted Hufton      |  |
| DF | Billy Henderson |  |
| DF | Jack Young      |  |
| MC | Syd Bishop      |  |
| MC | George Kay      |  |
| MC | Jack Tresadern  |  |
| DE | Dick Richards   |  |
| DE | Billy Brown     |  |
| DE | Vic Watson      |  |
| DE | Billy Moore     |  |
| DE | Jimmy Ruffell   |  |
| DT | Syd King        |  |

|  | 2'  | David Jack |
|  | 53' | Jack Smith |

| Árbitro | D. H. Asson |

## Consecuencias
A pesar de que alrededor de 900 espectadores fueron tratados por lesiones leves, solo 22 personas fueron llevadas a un hospital y 10 de ellos fueron rápidamente dados de alta. Dos policías fueron también lesionados durante el partido. Las caóticas escenas del partido generaron debate en la Cámara de los Comunes, en donde el ministro del interior William Bridgeman homenajeó la acción de la policía y el comportamiento general del público. Durante el debate Oswald Mosley fue reprendido por el presidente de la Cámara de los Comunes por caracterizar a los hinchas presentes en el estadio como hooligans. Se le pidió a Bridgeman considerar abrir una investigación pública, pero finalmente concluyó que la policía había hecho un trabajo adecuado, y se encontraba satisfecho ya que las autoridades del estadio y la misma policía decidieron diseñar un plan para prevenir que eventos similares pudiesen ocurrir nuevamente.

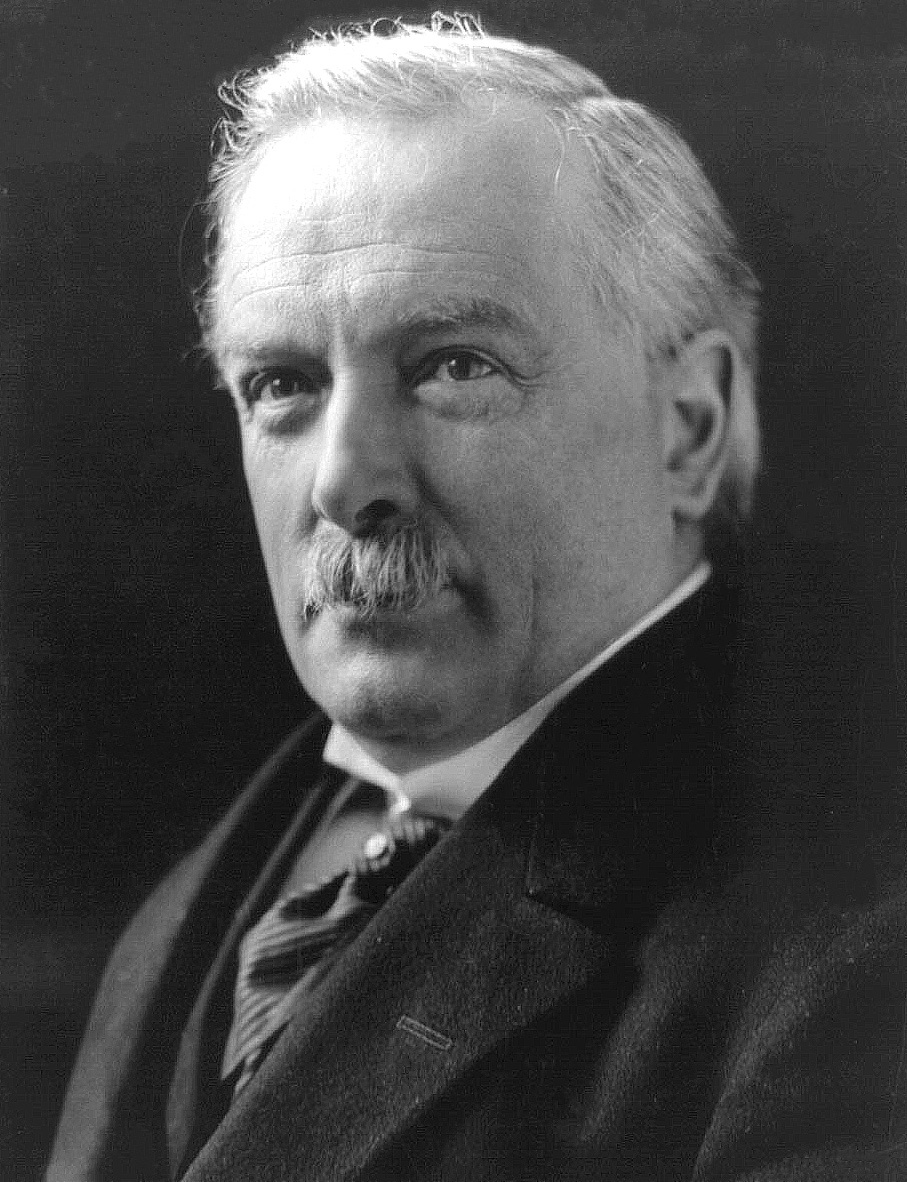
El ex primer ministro David Lloyd George propuso el brindis en nombre de los jugadores en la cena post partido.

Un comité examinó el estadio un mes después del partido, e hizo ciertas recomendaciones a las autoridades del estadio. Las propuestas incluían el reemplazo de los torniquetes de acceso con modelos más recientes, la construcción de puertas y pasamanos extra, y la división de las gradas en más secciones, cada una con su propia entrada. Además, la preventa de boletos se hizo obligatoria para todas las futuras finales, previniendo que un número excesivo de personas pudiera llegar con la esperanza de comprar un boleto en los torniquetes. La recaudación bruta del partido fue de £ 27.776. Después de que las autoridades del estadio recortaran su parte de la recaudación, la Football Association y los dos clubes tomaron £ 6.365 cada uno, aunque el reembolso a los fanes que no pudieron hacer uso de sus asientos designados fueron descontados de la parte que le correspondía a la FA.
Después del partido los jugadores y los oficiales asistieron a una cena en donde el ex primer ministro David Lloyd George propuso el brindis. Los jugadores del Bolton retornaron a casa en tren y fueron recibidos en la Estación de Moses Gate por el presidente del Consejo del Distrito de Farnworth antes de ir a una recepción por parte del Alcalde de la ciudad. El club le regaló a cada uno de los jugadores victoriosos un reloj de oro. Los jugadores de ambos equipos recibieron medallas conmemorativas. En el año 2005 la medalla que se le dio al jugador del West Ham United, George Kay, fue vendida en una subasta por £ 4.560, así como también boletos y programas del partido han sido también subastados en altas sumas de dinero.

## Legado
La imagen de Billie, el caballo blanco, se mantiene dentro de la tradición futbolística inglesa, y el partido es comúnmente referido como la «final del caballo blanco». En el año 2005 una encuesta escogió el nombre de White Horse Bridge para el nuevo puente peatonal cerca del reconstruido Estadio de Wembley. El director ejecutivo de la Agencia de Desarrollo de Londres, que organizó la encuesta, expresó que la elección del nombre fue apropiada, ya que tanto el puente, como el caballo, mejorarían la seguridad de los hinchas en Wembley. El diario escocés Daily Record afirmó que una gran cantidad de fanes de la selección de fútbol de Escocia habían votado para evitar que un exjugador o entrenador inglés fuesen honrados, así como también, debido a que "White Horse" es una marca de whisky.
El jinete de Billie, George Storey, fue recompensado por la Football Association con entradas gratis para las finales siguientes, pero él no tenía interés en el fútbol y escogió no ir.
En el año 2007 una obra basada en las reacciones de un grupo de residentes de Bolton sobre los eventos que se produjeron en la final fue representada en el Octagon Theatre de esa ciudad.